# Università Federale del Cearà
L'Università federale del Cearà (in portoghese Universidade Federal do Ceará o  UFC) è un'università brasiliana i cui campus si trovano a Fortaleza, Crateús, Quixadá, Russas e Sobral, nello stato brasiliano del Ceará.

## Storia

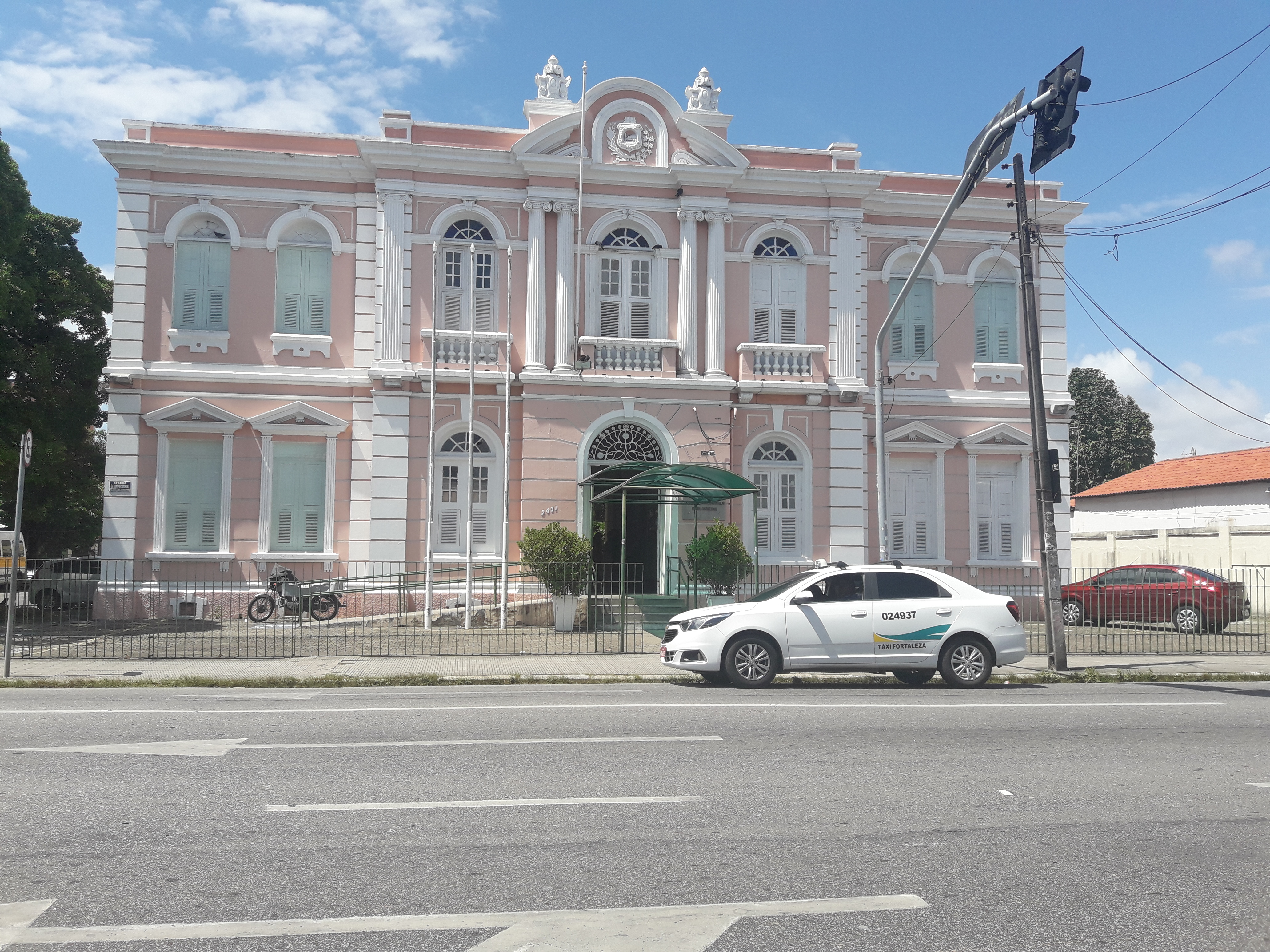
Sede storica

L'UFC sorse nel 1955 per volere del governo federale brasiliano e afferisce al Ministero della pubblica istruzione. Suo maggior promotore è stato Antonio Martins Filho, un intellettuale che divenne il primo rettore. L'università fu creata grazie alla legge n. 2.373, ratificata nel dicembre 1954, e divenne operativa il 25 giugno 1955.

## Struttura
A Fortaleza, l'università ha tre campi principali:
- Campus Benfica: sede dell'università di management, della facoltà di lettere e filosofia e della facoltà di giurisprudenza
- Campus Pici:  sede della maggior parte dei programmi scientifici e tecnologici
- Campus Porangabussu: sede della scuola medica

## Rettori
- Antonio Martins Filho
- Jesualdo Pereira Farias
- René Teixeira Barreira
- Luís Carlos Uchoa Saunders
- Ícaro de Sousa Moreira
- Jesualdo Pereira Farias
- Henry de Holanda Campos